# جريمة وعقاب (فلم)
جريمة وعقاب (بالفنلندية Rikos ja rangaistus) فيلم فنلندي من إخراج أكي كاوريسمكي سنة 1983.مقتبس من رواية دوستويفسكي، التي تدور أحداثها في فنلندا في الثمانينيات، حيث يسعى بطلها للانتقام (Antti Rahikainen أنتي راهيكاينن) وهو طالب قانون سابق يعمل في مسلخ يطارده موت خطيبته التي قتلها سائق مخمور.

## روابط خارجية
- مقالات تستعمل روابط فنية بلا صلة مع ويكي بيانات